# NGR K and S
Die nach ihren Herstellern Kitson und Stephenson als K and S bezeichneten Fahrzeuge der Natal Government Railways (NGR) waren Tenderlokomotiven mit der Achsfolge 2'C. Von der South African Railways (SAR) wurden sie als Klasse C übernommen. Ein erhaltenes Exemplar der ab 1879 gebauten Lokomotiven gehört zu den ältesten betriebsfähigen Dampflokomotiven in Afrika.

## Beschreibung
37 Stück wurden zwischen 1879 und 1884 geliefert und erhielten die Nummern 8–14, 16–26 und 29–47. Sie wurden auf der von Durban ins Landesinnere führenden Hauptstrecke eingesetzt und verdrängten dort die nur wenig älteren Beyer-Peacock-Maschinen.
Die Lokomotiven hatten Plattenrahmen, schräg angeordnete Zylinder und eine innenliegende Stephenson-Steuerung. Der Wasservorrat befand sich in seitlichen Behältern, und das Führerhaus war bis auf die Vorderseite und das Dach völlig offen. Gelegentlich wurden die Maschinen mit zweiachsigen Schlepptendern betrieben, um auf längeren Strecken ihre Reichweite zu vergrößern.

## Umbauten
Lok Nr. 21 ist 1896 auf die Achsfolge 2'C2' umgebaut worden, wobei auch die Menge der Vorräte vergrößert wurde. Das Gewicht erhöhte sich, bei leicht verringerter Achslast, von 29,6 auf 33,6 t. Ziel war es, in beide Richtungen gleich gute Laufeigenschaften zu erzielen, weil die Lokomotive auf der von Durban ausgehenden Südküstenstrecke eingesetzt werden sollte, wo damals es noch keine Drehscheiben gab. Diese Lokomotive wurde zum Vorbild für die ab 1904 gebaute, etwas größere Neilson-Reid-Klasse. Bei der SAR wurde sie mit der Bahnnummer 86 als Klasse C2 eingeordnet und blieb bis 1931 in Betrieb.
Eine weitere Lokomotive, Nr. 25, ist 1901 umgebaut worden, diesmal auf die Achsfolge 2'C1'. Sie wurde mit 39,2 t noch schwerer als die 2'C2'. Diese Maschine wurde bei der SAR als Klasse C1 bezeichnet und erhielt die Nummer 77. Weitere vier Maschinen mit dieser Achsfolge sind 1912 in den Werkstätten der SAR nachgebaut worden, hauptsächlich aus vorhandenen Ersatzteilen. Sie erhielten die Nummern 325–328. Auch sie waren bis 1931 im Einsatz.

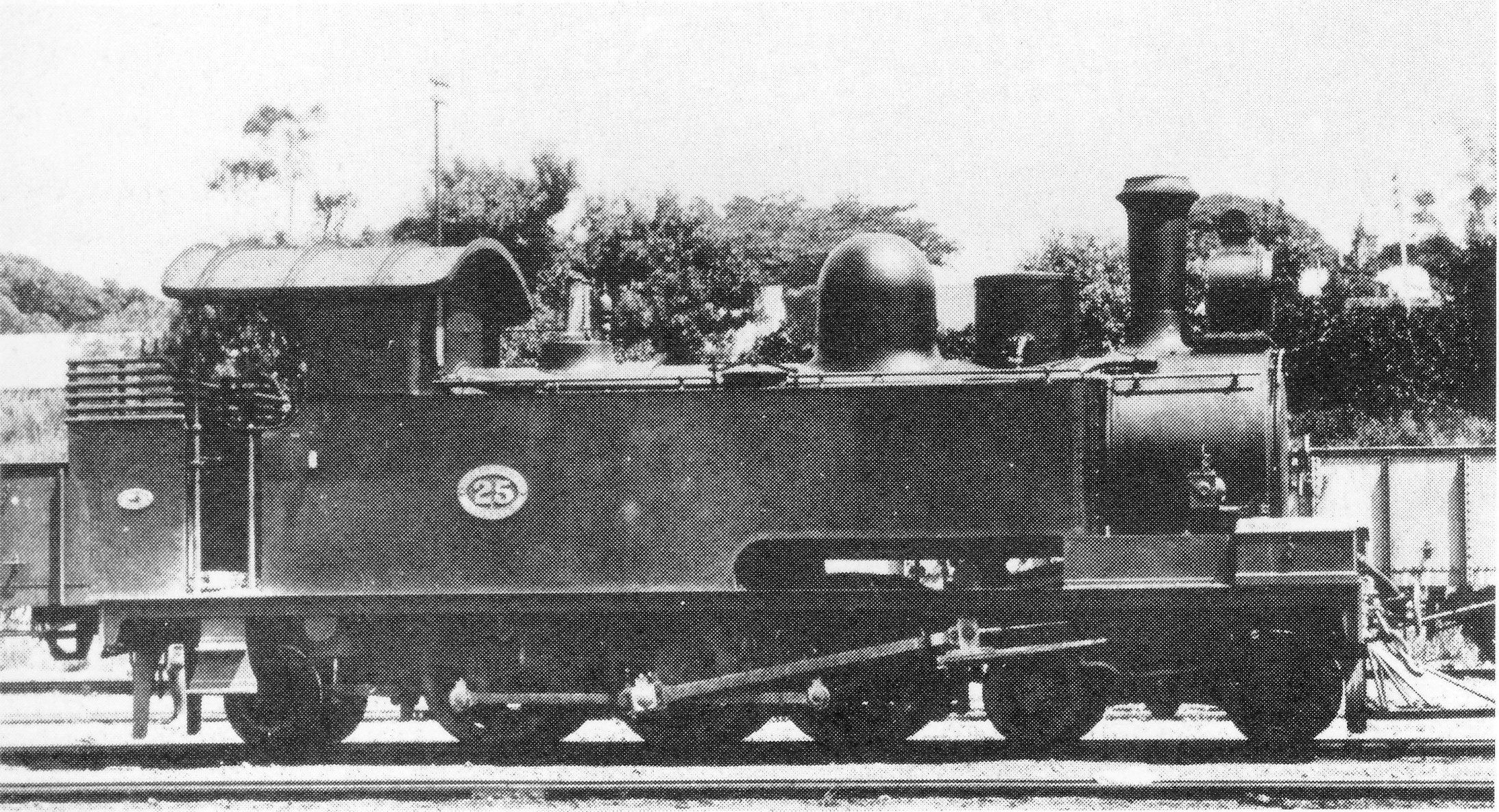
NGR-Klasse H Nr. 25, umgezeichnet in 38, SAR-Klasse C1 no. 77
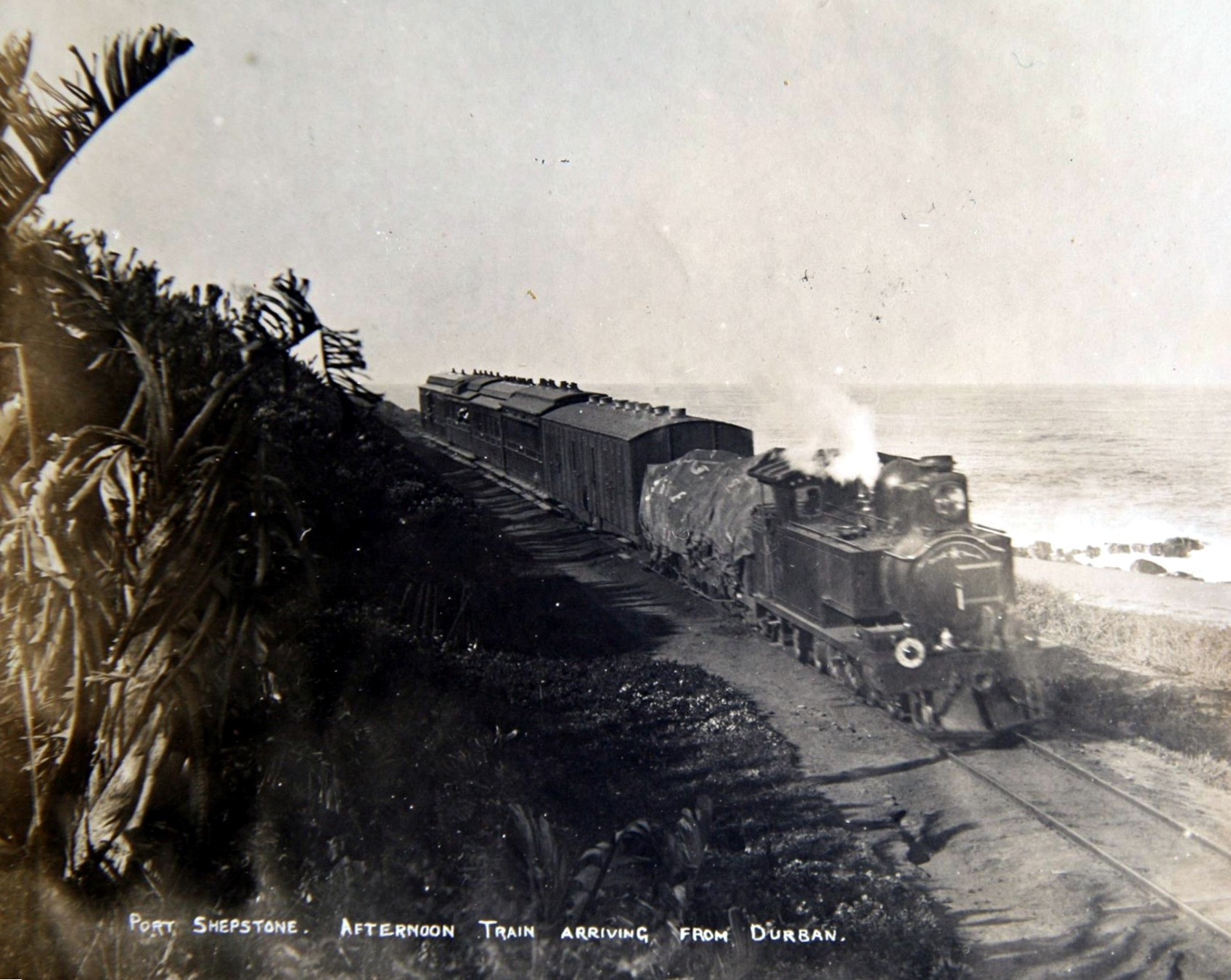
NGR-Klasse H 4-6-4T Nr. 39 (SAR C2 Nr. 86) verlässt Port Shepstone mit dem Nachmittagszug von Durban, Natal, ca. 1905
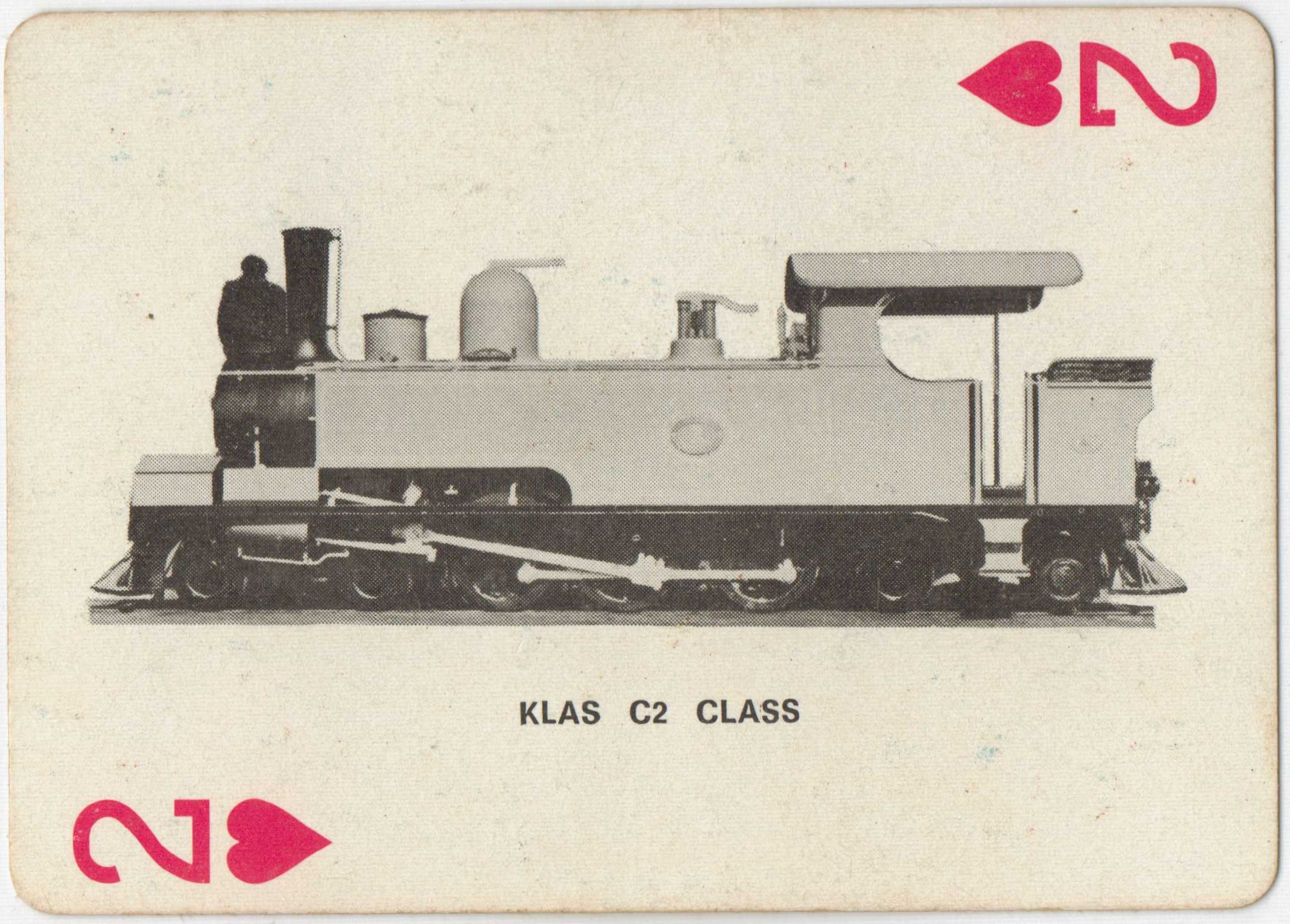
SAR-Klasse C2 Nr. 86 auf einer Spielkarte

## Verbleib
Die 15 nicht umgebauten Lokomotiven, die noch von der SAR übernommen wurden, erhielten die Bahnnummern 62–76. Sie wurden auf Nebenstrecken sowie im Rangierdienst verwendet. 1940 wurden die letzten Exemplare ausgemustert und verschrottet.
Ein Exemplar, die ehemalige Nr. 13 der NGR und Nr. 62 der SAR, nach ihrem Erbauer Kitson genannt, ist jedoch erhalten geblieben. Die Lokomotive war an das Energieversorgungsunternehmen Eskom verkauft worden und bis in die 1980er Jahre in Betrieb. 1983 wurde sie zu einem „nationalen Monument“ erklärt. Seit 1993 ist sie eine Leihgabe an das South African National Railway and Steam Museum (SANRASM) in Krugersdorp und war damals die älteste betriebsfähige Lokomotive in Südafrika. Inzwischen ist sie jedoch nicht mehr im Einsatz.